# استئصال خثرة الشريان الرئوي وبطانته
في جراحة الصدر، تشير عملية استئصال خثرة الشريان الرئوي وبطانته (PTE)، أو استئصال بطانة الشريان الرئوي (PEA) إلى إزالة الدم المتخثر المتعضي (الجلطة) من الشرايين الرئوية التي توصل الدم إلى الرئتين.

## الاستطبابات
تُستطب الجراحة عند المرضى المصابين بصمة الشريان الرئوي القابلة للإزالة جراحيًا. يكون الخثار عادةً مسؤولًا عن الانصمام الرئوي المزمن أو الناكس، ومع الإزمان تتطور الحالة إلى ارتفاع الضغط الرئوي من منشأ خثري صمي (سي تي إي بّي إتش). تُعد هذه العملية الخيار العلاجي النهائي الوحيد المتاح لهذه الحالة.
قد يصعب تطبيق هذا الإجراء على المرضى المصابين باضطرابات حركية دموية أو اختلاطات تنفسية أو اعتلالات صحية بسبب الخطورة المرافقة.

## وصف الجراحة
يرافق عملية استئصال خثرة الشريان الرئوي وبطانته خطورة مرتفعة، إذ يبلغ معدل الوفاة عادةً 5%، لكنه يقل في المراكز التي تجري الكثير من العمليات وتملك الكثير من الخبرة.
ينخفض معدل الوفيات أيضًا عند المرضى ذوي عوامل الخطر الحركية الدموية المنخفضة (1.3%). تحمل هذه العملية نسبة خطورة بسبب طبيعتها، إذ تشمل تركيب مجازة قلبية رئوية كاملة (سي بّي بي) مع خفض حرارة عميق وشل العضلة القلبية (تسريب سائل بلوري يوقف نبض القلب). تتطلب الإزالة الفعلية للصمة التوقف التام للجهاز القلبي الوعائي في أثناء العملية (انخفاض حرارة عميق وفترات من انقطاع التروية).
هناك عدة أسباب تبرر تطبيق هذه الإجراءات عالية الخطورة. تفيد المجازة القلبية الرئوية في تحويل الدم من القلب والرئتين وتزويد الجسم بالأكسجين والدم في أثناء التداخل على الجملة الوعائية الرئوية. يبدأ شل العضلة القلبية عند الاقتراب من الشرايين الرئوية عبر التامور، وهو غلاف ليفي يحيط بالقلب. يتيح العمل عبر القلب دقةً عاليةً في التداخل على مجموعة الشرايين الرئوية المرتبطة به. تأتي أهمية خفض حرارة الجسم من خطر انقطاع التروية الكبير والحساسية المرتفعة للصمة. للتمكن من رؤية الجلطة وإزالتها بشكل ملائم يجب الحصول على حقل عمليات خال من الدم. يمكن تصوير الجلطة الدموية عبر تسليخ الشرايين الرئوية، الأمر الذي يشكل تحديًا تقنيًا للجراح. تُزال الجلطة قطعةً واحدةً إن أمكن لتجنب تشكل الصمات المنتقلة، ولتحقيق ذلك توقف المجازة القلبية الرئوية عن العمل مؤقتًا ما يوقف الدوران الدموي بشكل كامل. لا يكون هذا الإجراء مقبولًا إلا في ظروف الحرارة المنخفضة (التبريد إلى 18-20 درجة سيليسيوس) لأن ذلك يبطئ عملية الأيض ما يحسن تحمل الجسم لخسارة التروية الدموية.
لا يجب أن يتخطى التوقف الدوراني 20 دقيقةً كل مرة تجنبًا لإصابة الوظيفة الدماغية بالأذى، ويستطيع الجراح الخبير عادةً إتمام هذا الإجراء أحادي الجانب ضمن الفترة المحددة. بعد كل توقف يستمر الدوران الدموي 10 دقائق أو حتى ترتفع أكسجة الدم الوريدي الرئوي إلى 90% على الأقل. يصل زمن تطبيق المجازة القلبية الرئوية عادةً إلى 345 دقيقةً.
تظهر حديثًا خيارات بديلة سعيًا للحد من الاختلاطات العصبية الناجمة عن انخفاض الحرارة وتوقف الدوران، لكنها لم تبد تفوقًا على التقنية الموصوفة سابقًا. تشمل الخيارات البديلة خفض الحرارة إلى قيم متوسطة واستخدام مجازة تروية الشريان المخي الأمامي دون إيقاف الدوران الدموي بالكامل، وتطبيق ضغط سلبي على البطين الأيسر.
من المهم معرفة أن استئصال الصمة الرئوية إجراء مختلف تمامًا، وهو يُجرى عادةً دون خفض الحرارة لأن بنية الجلطة تكون مختلفةً، ويؤدي ظهورها المفاجئ إلى تغير أولويات التداخل الجراحي.

## التعافي والاختلاطات
قد يكون الشفاء من هذا الإجراء عمليةً معقدةً، إذ تترافق الجراحة الصدرية والمجازة القلبية الرئوية وشل العضلة القلبية مع اختلاطات ومشاكل علاجية خاصة دون أن ننسى خفض الحرارة.
يترافق استئصال البطانة مع وذمة إعادة التروية الرئوية ومتلازمة «سرقة الشريان الرئوي». تحدث وذمة إعادة التروية الرئوية في 30% من المرضى نتيجة تغير نفوذية البطانة الوعائية. يتطلب تدبير هذه الحالة استخدام التهوية الداعمة التي تشمل جهاز تهوية الطرق التنفسية ثنائي الضغط (بيباب BiPAP) وتدبير فائض السوائل باستخدام المدرات.
قد يُستطب استخدام جهاز الدوران الدموي خارج الجسم عند المرضى غير المستجيبين لهذا التدبير. جميع هذه الاستراتيجيات العلاجية معقدة وتحتاج نظرةً حذرةً لحالة المريض الفسيولوجية.
تحدث متلازمة سرقة الشريان الرئوي في 70% من الحالات، وترتبط بتغير تدفق الدم بين المناطق المختلفة في الجملة الوعائية الرئوية التي انكشفت حديثًا بعد استئصال البطانة. ينتج عن هذا انخفاض الأكسجة الدموية، وتبقى الآلية المسببة مجهولةً. العلاج هنا داعم بالأكسجين والتهوية، والحالة محددة لذاتها.

## أنظر أيضا
- ارتفاع ضغط الدم الرئوي الانصمامي الخثاري المزمن